# Ryūho Kikuchi
Ryūho Kikuchi (jap. 菊池 流帆, Kikuchi Ryūho; * 9. Dezember 1996 in Kamaishi, Präfektur Iwate) ist ein japanischer Fußballspieler.

## Karriere
Ryūho Kikuchi erlernte das Fußballspielen in den Schulmannschaft der Aomori Yamada High School sowie in der Universitätsmannschaft der Osaka University of Health and Sport Sciences. Seinen ersten Vertrag unterschrieb er 2019 beim Renofa Yamaguchi FC. Der Club aus Yamaguchi spielte in der zweithöchsten Liga des Landes, der J2 League. Nach 35 Zweitligaspielen verließ er 2020 den Verein und schloss sich dem Erstligisten Vissel Kōbe aus Kōbe an. Anfang 2020 gewann er mit Vissel den Supercup. Gegen den japanischen Meister von 2019, den Yokohama F. Marinos, gewann man im Elfmeterschießen mit 6:5. Am Ende der Saison 2023 und 2024 feierte er mit Vissel die japanische Meisterschaft. Nach 97 Ligaspielen, in denen er elf Treffer erzielte, wechselte er im Januar 2025 zum ebenfalls in der ersten Liga spielenden FC Machida Zelvia.

## Erfolge
Vissel Kōbe
- Japanischer Supercupsieger: 2020
- Japanischer Meister: 2023, 2024